# Belonochasmatidae
Famille
Belonochasmatidae est une famille de ptérosaures ptérodactyloïdes. Selon Paleobiology Database en 2025, cette famille est désormais sans collection référencée de fossiles, et sans aucun taxon défini, c'est-à-dire en attente d'une nouvelle description ou d'un classement en nomen dubium.

## Historique
La famille des Belonochasmatidae est décrite en ? par le paléontologue ?.